# بخش بونگایگائون
بخش بونگایگائون (به انگلیسی: Bongaigaon district) یک منطقهٔ مسکونی در هند است که در Lower Assam Division واقع شده‌است. بخش بونگایگائون ۹۷۶ کیلومتر مربع مساحت و ۷۳۸٬۸۰۴ نفر جمعیت دارد.